# Anaora tentaculata

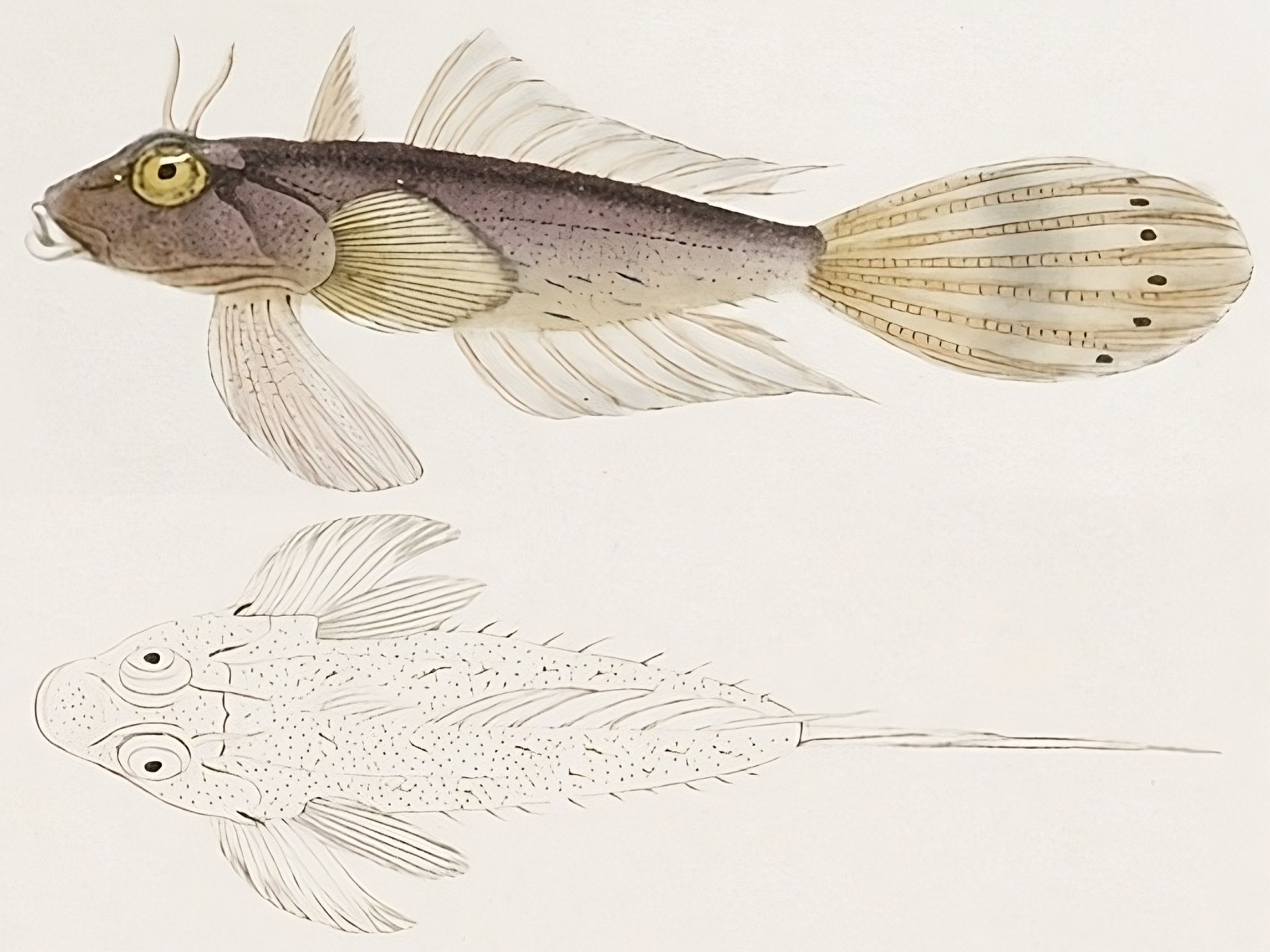
Il·lustració d'un especimen de Anaora tentaculata.

Anaora tentaculata és una espècie de peix de la família dels cal·lionímids i de l'ordre dels perciformes.

## Morfologia
- Els mascles poden assolir 6 cm de longitud total.[1][2]

## Hàbitat
És un peix marí, de clima tropical i associat als esculls de corall que viu fins als 30 m de fondària.

## Distribució geogràfica
Es troba a Guam, Indonèsia, el Japó (incloent-hi les Illes Ryukyu), Micronèsia, Palau, Papua Nova Guinea i les Filipines.

## Observacions
És inofensiu per als humans.